# Vřesovice (Moravia meridionale)
Vřesovice (in tedesco Wresowitz) è un comune della Repubblica Ceca facente parte del distretto di Hodonín, in Moravia Meridionale.